# Banankoro
Banankoro es una localidad de la prefectura de Kérouané en la región de Kankan, Guinea, con una población censada en marzo de 2014 de 66 597 habitantes.
Se encuentra ubicada en el centro-este del país, al este de la capital nacional, Conakri.